# Астана I
Астана I (каз. Astana I) — залізнична станція Казахстанських залізниць. Розташована в столиці Казахстану, місті Астана. Раніше на цьому місці знаходився головний залізничний вокзал міста до введення в експлуатацію нового вокзалу Нурли Жол 2017 року.

## Історія
Перший поїзд до Акмолінська прибув 8 листопада 1929 року.
Станція експлуатується з 1931 року, побудовано двоповерховий вокзал на 380 пасажирів загальною площею 1318,8 м².
З побудовою 1939 року залізниці Акмолінськ — Картали місто перетворилося на великий транспортний вузол, адміністративний центр Цілинного краю, що об'єднав шість областей Північного Казахстану.
У зв'язку із розвитком міста і станції у 1961 році був побудований великий як на ті часи багатофункціональний вокзал на 500 пасажирів загальною площею 5260 м². Він вважався найбільшим вокзалом в Казахстані. Будівлю звели будівельники тресту «Цілинтрансбуд».
У березні 1962 року станцію Акмолинськ перейменовано на Цілиноград.
Станція була одною із найбільших  Казахстанської залізниці. Через неї щодоби прямувало понад 20 пар лише пасажирських поїздів.
У 1964 році стару частину вокзалу було реконструйовано: добудовані касовий зал, кімнати відпочинку для пасажирів.
У 1977 році почалася електрифікація дільниці Цілиноград — Еркіншілік.
У 1990 році додатково було введено в експлуатацію нову висотну будівлю вокзалу. Основний показник потужності вокзалу зріс до 1800 пасажирів.
З 2001 року станція називається Астана. Значна реконструкція відбулася 2004 року, після якої місткість вокзалу збільшилась на 300 осіб. Середньодобова пропускна здатність вокзалу склала 5,2 тис. пасажирів, фактичне відправлення — 4,8 тис. пасажирів.
На початку квітня 2019 року станцію Астана I перейменовано на Нур-Султан I.
У вересні 2022 року місту відновлена історична назва Астана, відповідно назву станції було змінено на Астана I.

## Пасажирське сполучення
Через станцію курсують поїзди далекого сполучення та регіонального сполучення
| Рух поїздів по станції Астана І |                                |            |
| №                               | Маршрут сполучення             | Примітка   |
| 015/016                         | Петропавловськ — Алмати        |            |
| 043/044                         | Костанай — Алмати              |            |
| 051/052                         | Уральськ — Алмати              |            |
| 055/056                         | Кизил-Орда — Кокшетау / Астана |            |
| 057/058                         | Астана — Уральськ              |            |
| 071/072                         | Москва — Астана                | Скасований |
| 075/076                         | Петропавловськ — Кизил-Орда    |            |
| 083/084                         | Москва — Караганда             |            |
| 085/086                         | Сари-Агаш — Астана             |            |
| 105/106                         | Петропавловськ — Алмати        |            |
| 107/108 «Астаналик»             | Київ — Караганда               | Скасований |
| 107/108                         | Астана — Жезкаган              |            |
| 117/118                         | Павлодар — Кизил-Орда          |            |
| 121/122                         | Астана — Семипалатинськ/Достик |            |
| 145/146                         | Омськ — Караганда              |            |
| 303/304                         | Казань — Алмати                |            |
| 305/306                         | Казань — Бішкек                |            |
| 315/316                         | Казань — Ташкент               |            |
| 317/318                         | Барановичі — Караганда         |            |
| 327/328                         | Костанай — Караганда           |            |
| 339/340                         | Прісногірківська — Павлодар    |            |
| 363/364                         | Томськ — Караганда             |            |
| 673/674                         | Астана — Павлодар              |            |

## Галерея

Станція Астана І
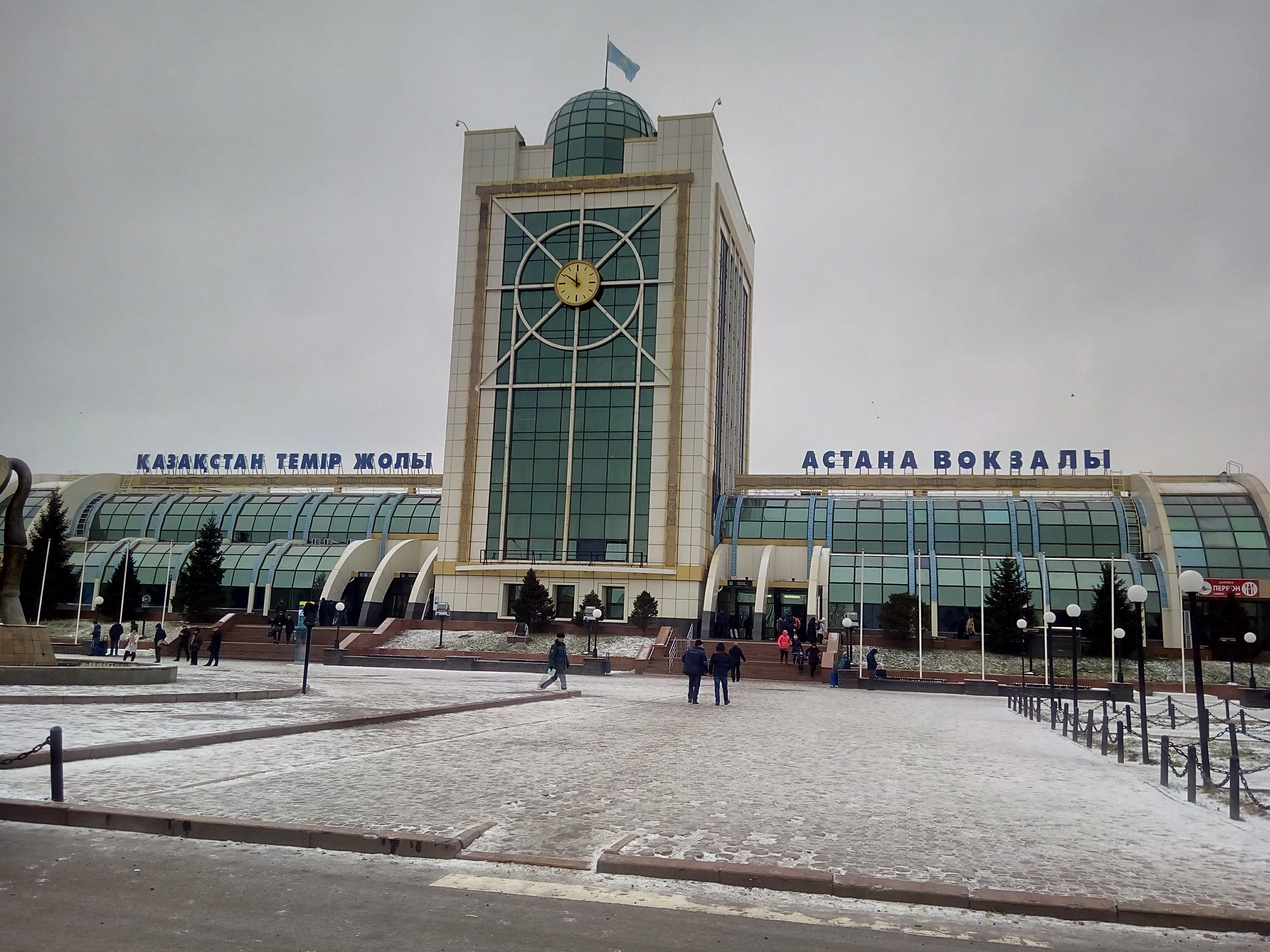
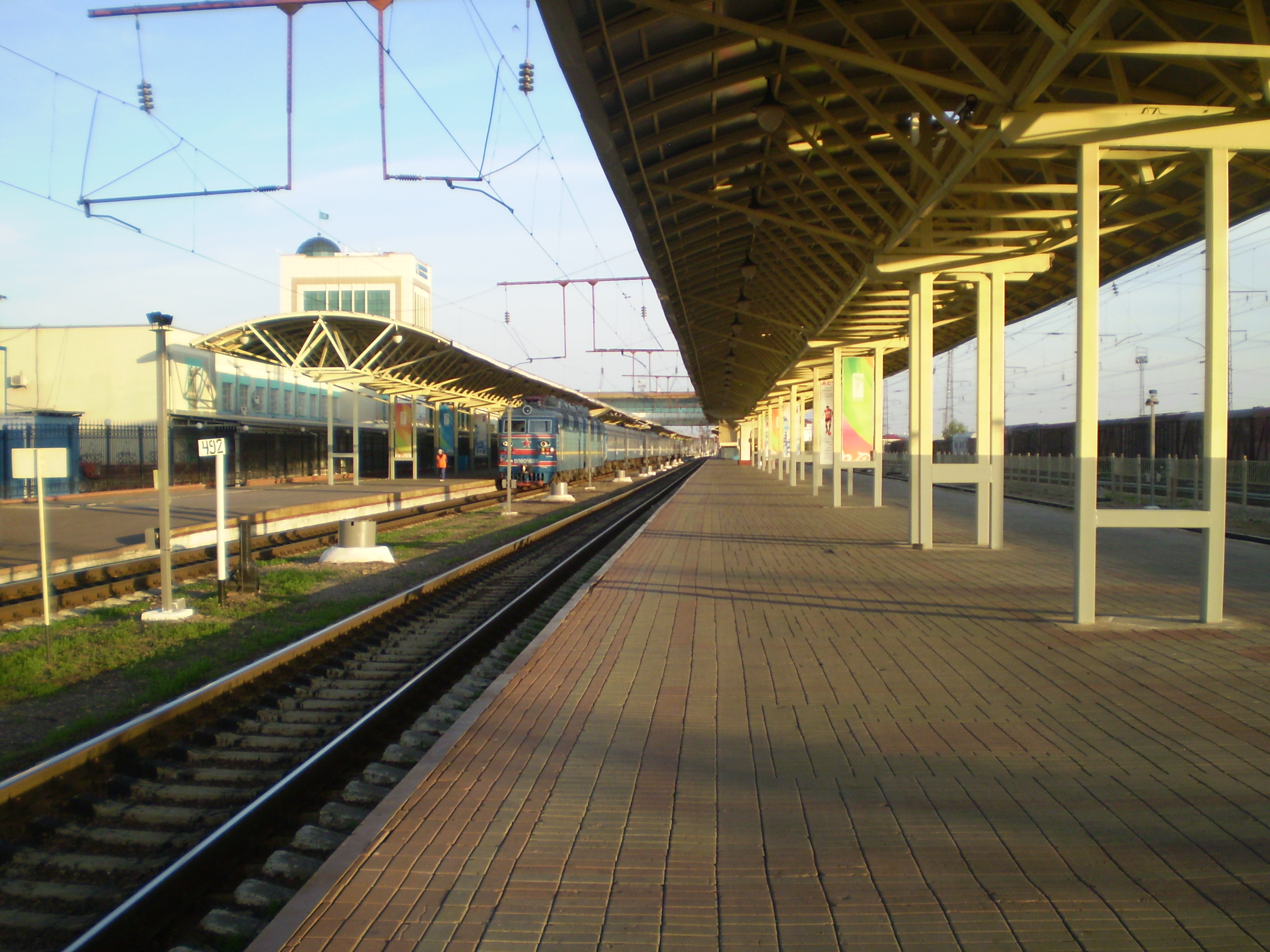
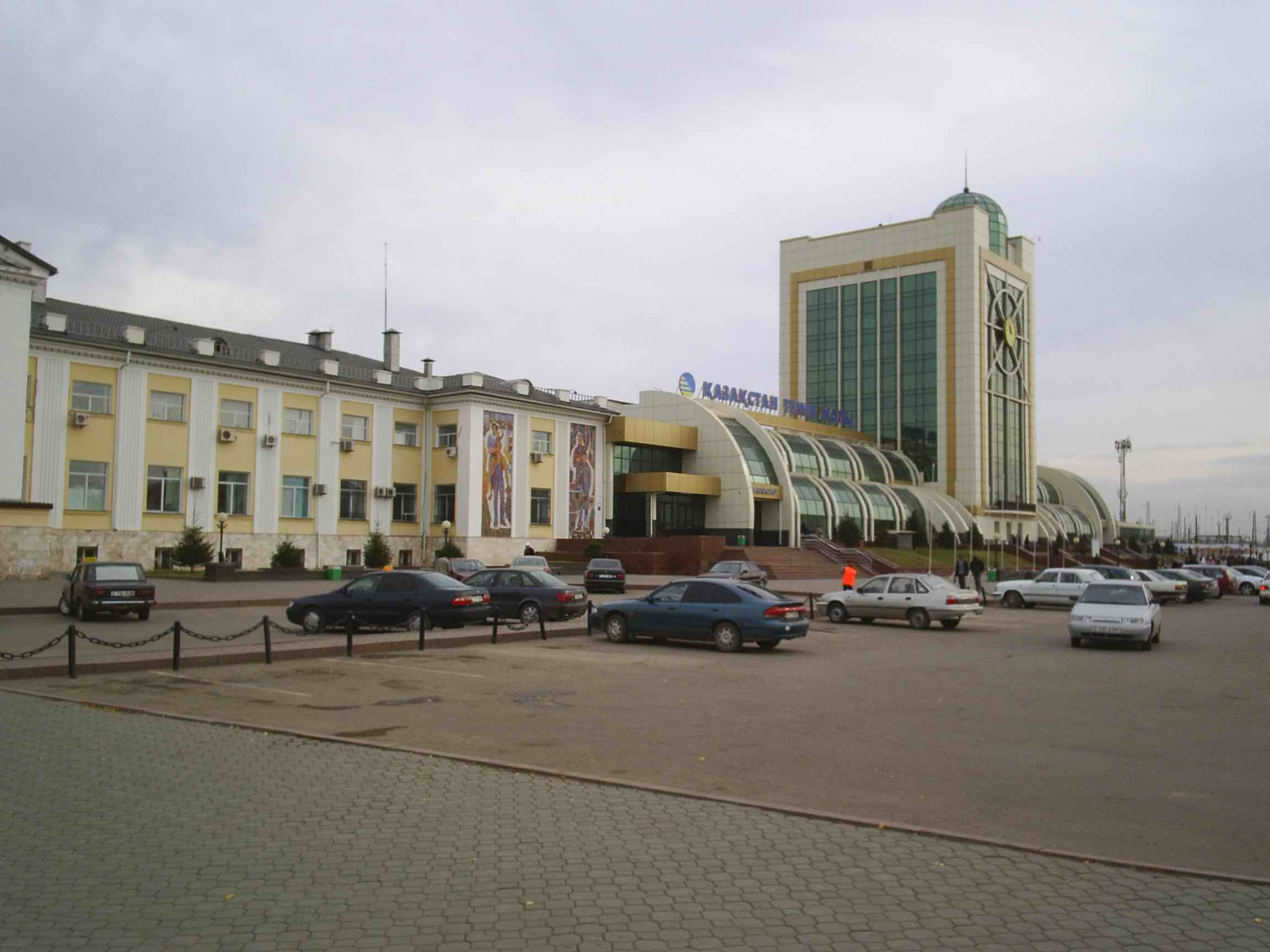
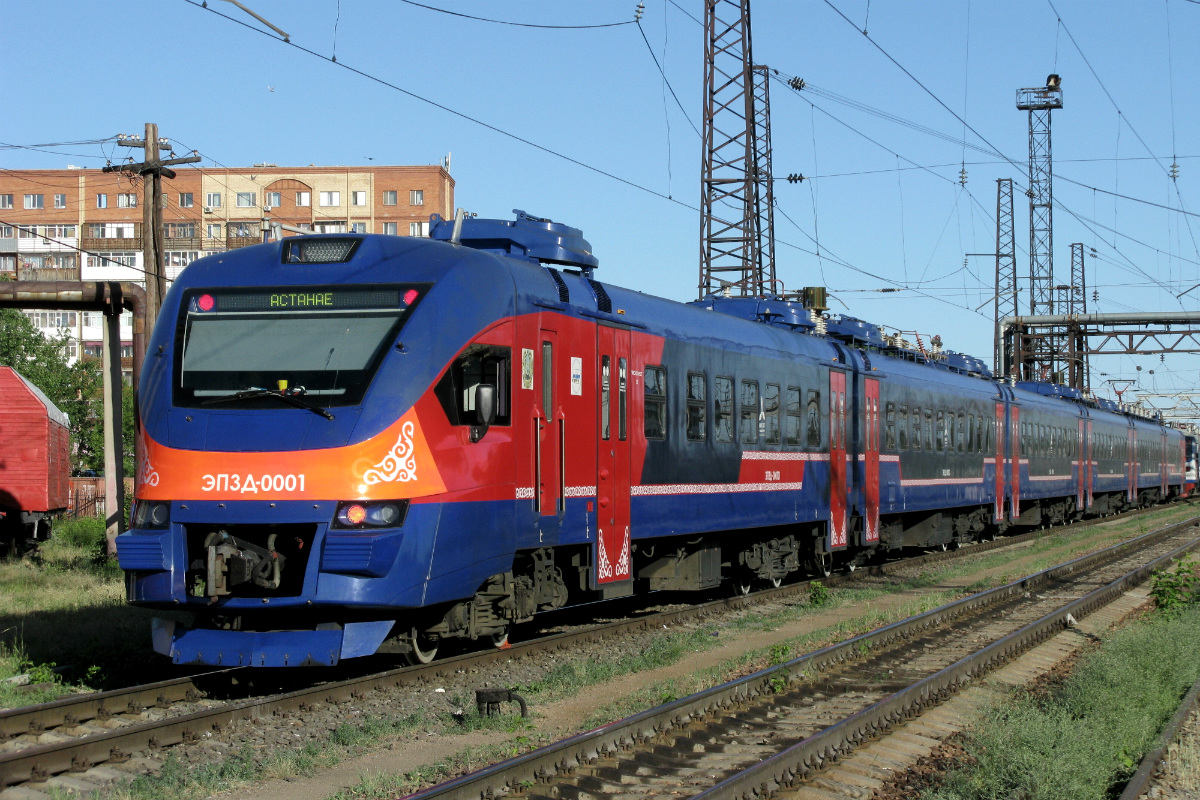